# Teach-In
Teach-In was een Nederlandse popgroep uit Enschede die in 1975 het Eurovisiesongfestival won met het door Will Luikinga, Eddy Ouwens en Dick Bakker geschreven liedje Ding-a-dong.

## Geschiedenis
De groep werd in 1967 (vandaar de hippieachtige groepsnaam) opgericht in Enschede en bestond aanvankelijk uit Hilda Felix (zang), Henk Westendorp (zang, later in Superfly), John Snuverink (zang, gitaar), Frans Schaddelee (bas; jaren '60 in The Rabbits, later in Country), Koos Versteeg (zang, keyboard) en Rudy Nijhuis (drums).
Een van de eerste singles (uitgebracht door CBS Records) was "Spoke the Lord Creator" (B-kant Darkness of Life) uit 1971, oorspronkelijk uitgebracht door Focus en geproduceerd door Thijs van Leer. De single werd opgevolgd door Take me to the Water (B-kant Can't be so Bad), wederom door CBS Records. In 1972 bleven van de originele bezetting alleen Koos Versteeg en Rudi Nijhuis over, en ontstond de bezetting die uiteindelijk het  Eurovisiesongfestival wist te winnen: Getty Kaspers (zang; vanaf 1976 solo als Getty), John Gaasbeek (basgitaar; bekend van de groep Stora Combo), Chris de Wolde (gitaar) en Ard Weeink. De band brak in 1974 door in de Benelux met de hit Fly away. 
In 1975 won de groep voor Nederland het Eurovisiesongfestival met Ding-a-dong (de Engelstalige versie). De Nederlandstalige versie Dinge-dong kwam tot plaats 3 in de Top 40 en de Nationale Hitparade. Ding-a-dong haalde in de Britse hitparade de 13e plaats.
Later in dat jaar verscheen de single Goodbye love, dat ook de top 10 haalde. Maar het album Get on board en de single Rose Valley waren minder succesvol.
In de zomer van 1976 verliet zangeres Getty de groep en ging als soloartiest verder. Zij werd vervangen door de Vlaamse Betty Vermeulen en Twentse Marianne Wolsink. De eerste single in de nieuwe samenstelling, Upside down, werd de grootste Nederlandse hit van de groep. In 1978 haakte de groep aan bij de John Travolta-rage met de hit Dear John en in 1979 werd de benefiet-single Greenpeace een hit. Vermeulen gaat daarna in het theater werken in producties van Joop van den Ende. In "Les Misérables", "Cyrano" en "Sweeney Todd" zit ze in het ensemble. Ze verlegt haar werkterrein naar Duitsland waarin ze tot de dag van vandaag (hoofd)rollen speelt in diverse musicals als "Mamma Mia" en "Sunset Boulevard" en in de Duitse versie van "Mary Poppins". Wolsink vormt kortstondig met Marga Bult het duo Tulip. De blonde Wolsink werd huisvrouw en deed alleen nog in 2014 mee met de vertaling van het Katrina & the Waves songfestival lied "Love Shine A Light" als "Licht Gef Oe Kracht". Dat ging ze opnemen en bij TV Oost in de studio zingen. 
In 2009 voerde Teach-In in de oorspronkelijke winnende bezetting Ding-a-dong nog eens uit bij de opening van het Eurovisiesongfestival in Moskou. Ook bij de editie van 2021 in Rotterdam deden ze hun act nog eens over.
Teach-In bleef 44 jaar de laatste Nederlandse winnaar van het Eurovisiesongfestival. In 2019 kreeg de groep een opvolger in Duncan Laurence met zijn lied Arcade.

## Bezetting
De bezetting van de groep is lang als volgt geweest:
- Hilda Felix (oorspronkelijke zangeres, werd opgevolgd door Getty Kaspers)
- Frans Schaddelee (oorspronkelijke bassist, werd opgevolgd door John Gaasbeek)
- Ard Weeink basgitaar, trompet, zang
- Chris de Wolde gitaar
- Getty Kaspers zang
- Bert ter Brugge zang
- John Gaasbeek basgitaar
- Koos Versteeg toetsinstrumenten, zang
- Rudy Nijhuis drums
- Ab Timmer drums
- Betty Vermeulen (Vlaamse zangeres; vanaf 1976)
- Marianne Wolsink (Twentse zangeres; vanaf 1976)
- Nick de Vos basgitaar
- Tineke Eenkhoorn (zangeres, kwam erbij na een revival van Teach-in in 1985)
- Licia Laagewaard (zangeres, samen met Tineke werd de groep opnieuw vocaal versterkt)
- Gerrit Trip (leadzanger van de laatste formatie).

Na een aantal bezettingswisselingen ging de groep in 1980 uit elkaar. De laatste single was "Regrets".
In 1985 kwam er een revival van Teach-In met een variatie van oude/nieuwe bezetting muzikanten en een vernieuwde opzet. Hier kwam in 1987 een einde aan.

## Discografie

### Albums
| Album met eventuele hitnotering(en) in de Nederlandse Album Top 100 | Datum van verschijnen | Datum van binnenkomst | Hoogste positie | Aantal weken | Opmerkingen |
| ------------------------------------------------------------------- | --------------------- | --------------------- | --------------- | ------------ | ----------- |
| Teach-In                                                            |                       | 22-3-1975             | 4               | 10           |             |
| Get on board                                                        |                       | 6-12-1975             | 43              | 2            |             |

### Singles
| Single met eventuele hitnotering(en) in de Nederlandse Top 40 | Datum van verschijnen | Datum van binnenkomst | Hoogste positie | Aantal weken | Opmerkingen                                 |
| ------------------------------------------------------------- | --------------------- | --------------------- | --------------- | ------------ | ------------------------------------------- |
| Spoke the Lord Creator                                        |                       | 17-7-1971             | tip21           |              |                                             |
| Fly away                                                      |                       | 23-3-1974             | 5               | 10           | #6 in de Daverende 30                       |
| In the summernight                                            |                       | 7-9-1974              | 5               | 11           | #3 in de Nationale Hitparade                |
| Tennessee Town                                                |                       | 7-12-1974             | 13              | 5            | #9 in de Nationale Hitaprade                |
| Dinge-dong (Engels: Ding-a-dong)                              |                       | 15-3-1975             | 3               | 7            | #3 in de Nationale Hitparade / Songfestival |
| Goodbye love                                                  |                       | 11-10-1975            | 5               | 8            | #5 in de Nationale Hitparade                |
| Rose Valley                                                   |                       | 24-1-1976             | 17              | 5            | #19 in de Nationale Hitparade               |
| Upside down                                                   |                       | 20-11-1976            | 2               | 11           | #3 in de Nationale Hitparade                |
| A ride in the night                                           |                       | 7-5-1977              | 31              | 3            |                                             |
| See the sun                                                   |                       | 3-9-1977              | 26              | 6            | #26 in de Nationale Hitparade               |
| My rock and roll song                                         |                       | 19-11-1977            | tip9            |              |                                             |
| Dear John                                                     |                       | 21-10-1978            | 5               | 11           | #5 in de Nationale Hitparade                |
| The robot                                                     |                       | 17-3-1979             | 20              | 4            | #16 in de Nationale Hitparade               |
| Greenpeace                                                    |                       | 7-4-1979              | 10              | 7            | #5 in de Nationale Hitparade Alarmschijf    |
| Regrets                                                       |                       | 30-8-1980             | tip6            |              | #31 in de Nationale Hitparade               |

### NPO Radio 2 Top 2000
| Nummer met noteringen in de NPO Radio 2 Top 2000 | '99  | '00  | '01  | '02  | '03  | '04  | '05  |
| ------------------------------------------------ | ---- | ---- | ---- | ---- | ---- | ---- | ---- |
| Dinge-dong                                       | 1335 | 1206 | 1719 | 1761 | 1913 | 1953 | 1978 |

1. ↑  Een vetgedrukt getal geeft de hoogste notering aan.
2. ↑  Deze tabel is bijgewerkt tot en met de laatste editie (2024).

## Andere uitvoeringen van Dingedong
- De Franse zangeres Rika Zaraï maakte een Franstalige versie van "Dingedong", onder de titel "Le Petit Train" en de Turkse zangeres Füsun Önal maakte een Turkstalige versie, genaamd: Söyleyin Arkadaslar.
- Zelf maakte Teach-In ook een Duitstalige versie. Verder bestaan er covers van Nederlandse bands in uiteenlopende genres; van rock en disco tot ska en salsa.

## Trivia
- Teach-In componeerde de reclametune van Sporthuis Centrum (voorloper van Center Parcs).